# Maisie Carr
Maisie Carr, née Stella Grace Maisie Fawcett et dite « Maisie » le 26 février 1912 à Melbourne et morte le 9 septembre 1988 à Canberra est une écologue et botaniste australienne. Ses travaux pionniers portent sur les particularités des plantes australiennes et de leur environnement. On lui doit la description de près de 60 taxons, en quasi-totalité d'Eucalyptus, dont elle étudie la morphologie et la taxonomie.

## Biographie

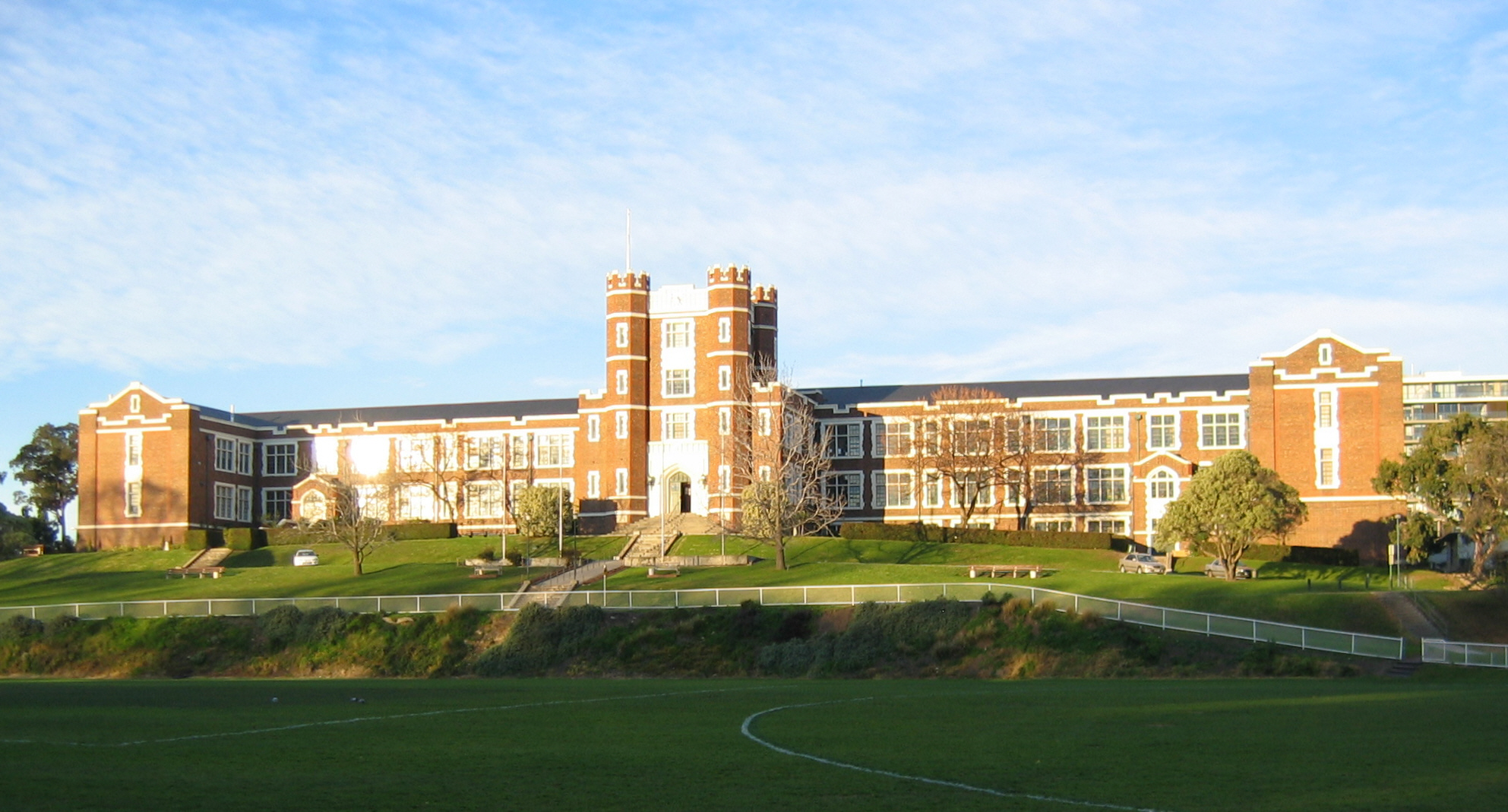
Lycée de Melbourne en 2006

Stella Grace Maisie Fawcett est originaire du quartier de Maribyrnong à Melbourne. Aucun de ses parents n'ont de formation scientifique, son intérêt pour les plantes vient probablement de visites dans les marais salants à proximité de chez elle, du jardin de sa grand-mère et de ses cours d'étude de la nature.
Maisie Carr fréquente la Hyde Street State School de Footscray où elle est première de sa classe, puis Dux en 1924 et le lycée de Melbourne (en). Elle est précoce pour son âge : en 1920, elle remporte 2 £ dans un concours où fallait trouver le plus grand nombre de villes postales australiennes avec les lettres d'« Australba Tooth Paste» (le sponsor du concours) ; elle en dénombre 87.
Après l'obtention de son diplôme, elle revient comme jeune enseignante dans son ancienne école primaire tout en étudiant la nuit la zoologie et la géologie à l'Austral Coaching College. Maisie Carr fréquente l'université de Melbourne (dans le cadre d'une bourse d'études secondaires de l'école normale) où elle obtient un baccalauréat en science en 1935 et un master en Botanique en 1936,.
Les résultats académiques de Maisie Carr lui permettent de décrocher plusieurs bourses. En mars 1935, elle reçoit la bourse d'histoire naturelle Howitt, offerte par un legs de l'entomologiste Godfrey Howitt (en),. En décembre 1936, Maisie Carr obtient la bourse Wyselaskie, du nom de John Dickson Wyselaskie (en),. En avril 1937, elle décroche la bourse Caroline Kay en botanique, une bourse créée par le révérend en mémoire de sa fille,.
Maisie Carr est décrite comme une perfectionniste amatrice de livres, d'art et de musique et dotée d'un « sens de l'humour sec et très australien ».

## Travaux

### Écologie des Alpes australiennes

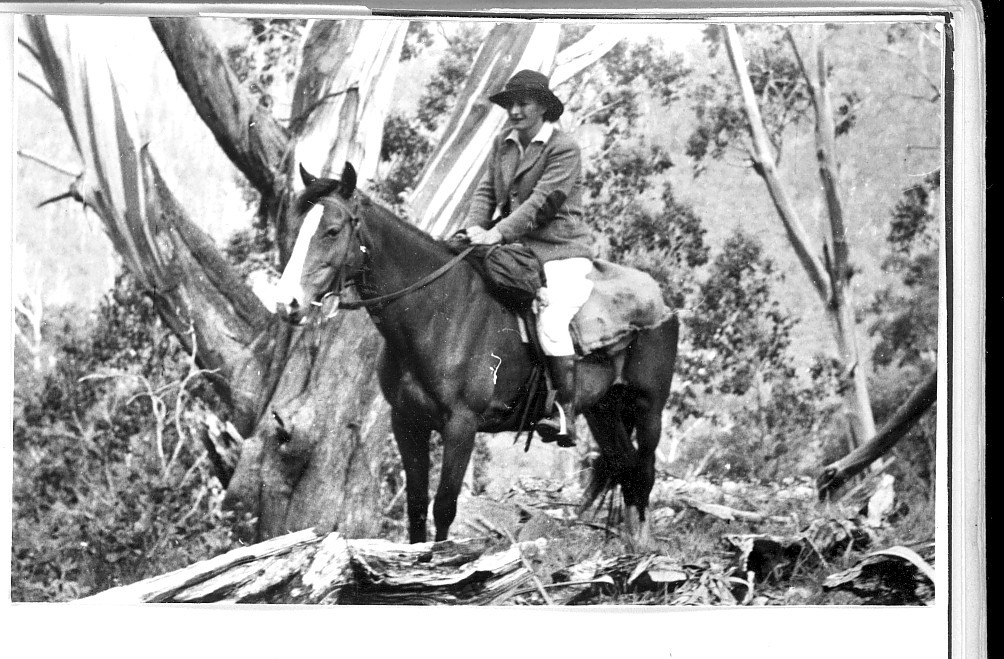
Maisie Carr sur son cheval « Sheila », Bogong High Plains, 1949

Bien que ses premières activités de recherche soient centrées sur les champignons coralliens, elle étudie également les maladies fongiques et les nématodes des plantes. Alors qu'elle est étudiante, elle participe à des sorties sur le terrain avec la McCoy Society for Field Investigation and Research, occasions précieuses pour la suite de sa vie professionnelle. En 1936, Maisie Carr participe à l'une des expéditions de la société aux îles Sir Joseph Banks dans le golfe Spencer d'Australie-Méridionale afin d'entreprendre une étude scientifique complète de l'environnement insulaire.
À partir de 1941, Maisie Carr mène des recherches approfondies et innovantes sur l'écologie de l'environnement alpin australien. Le surpâturage extensif par les bovins et les moutons y provoque l'érosion des sols et la dégradation de cet écosystème délicat. Les permis de paître dans ces hautes plaines commencent à la fin des années 1880 et les changements provoqués par les animaux à sabots facilitent l'arrivée dans les années 1920 de lapins, entraînant d'autres perturbations.
Cette étude est motivée par la menace d'envasement du sol du projet hydroélectrique de Kiewa (en), alors en cours de construction. Maisie Carr est la première personne chargée de recherche du Conseil de conservation des sols. Elle doit établir des clôtures d'exclusion sur des parcelles de référence dans les hautes plaines de Bogong. Au cours des premières années, Maisie Carr explore ces parcelles à cheval seule. Son travail de terrain et ses travaux lui permettent de devenir experte de l'histoire et de l'écologie de l'Australie alpine. Les années suivantes elle est rejointe par des équipes de participants du département de botanique de l'université de Melbourne. Elle introduit les nouvelles méthodes quantitatives pour suivre les changements de la végétation. Après avoir exclu le pâturage de certaines parcelles de hautes plaines (et non de parcelles adjacentes), Maisie Carr et les membres de l'équipe enregistrent des changements dans la repousse de la végétation, à la fois en termes de variété et de densité, au cours des décennies suivantes. Ces parcelles sont la plus longue série continue de sites de données écologiques en Australie,. Le lieu est aujourd'hui un lieu touristique reconnu.

#### Chronologie des événements

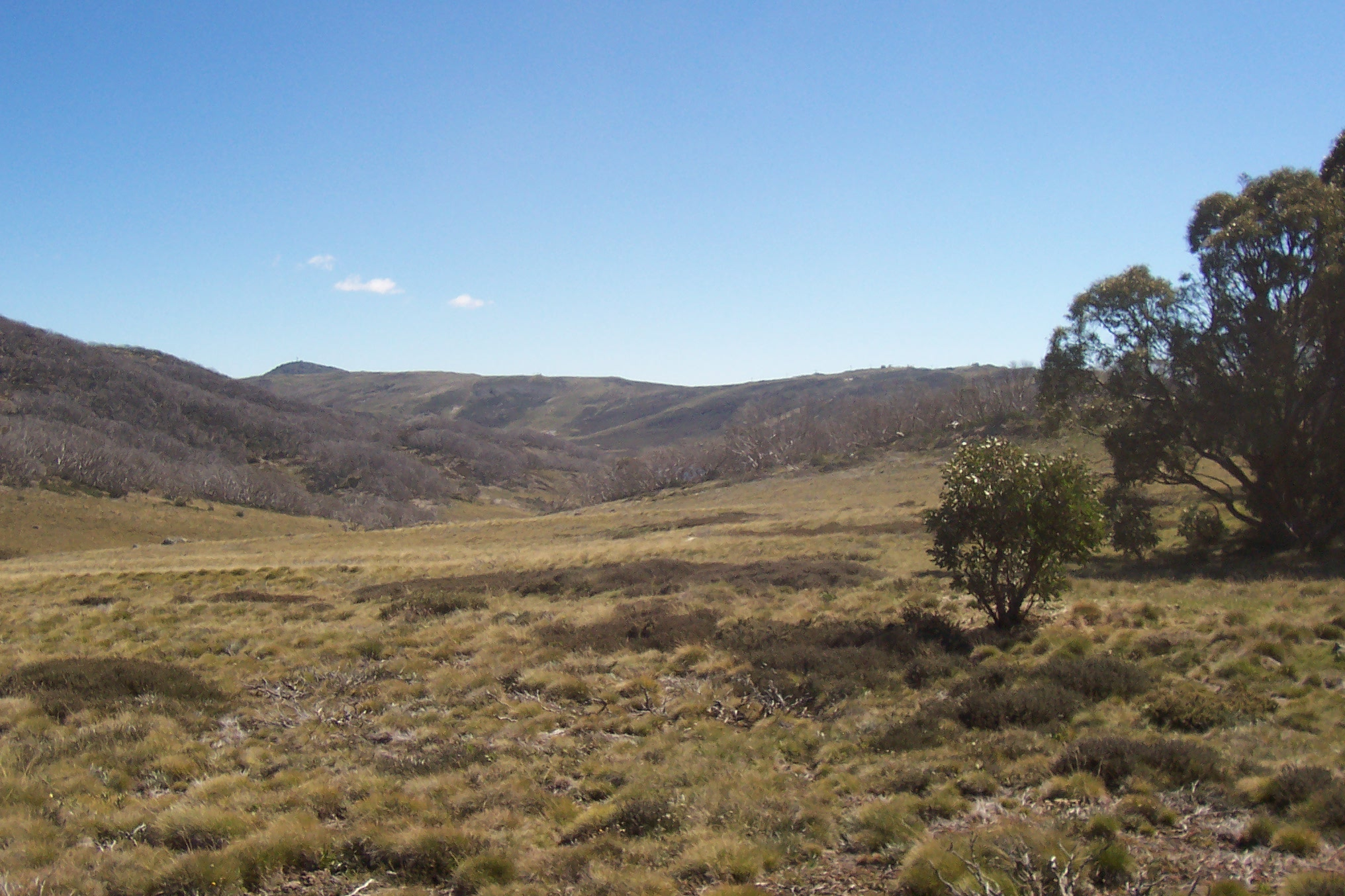
Les hautes plaines de Bogong en été

La séquence des événements significatifs de l'écologie alpine et le rôle de Maisie Carr sont détaillés ci-dessous : 
- 1944 : Création du Conseil de conservation des sols - Maisie Carr Research Officer
- 1945 : Création de parcelles d'exclusion à Rocky Valley
- 1946 : Mise en place des parcelles d'exclusion à Pretty Valley
- 1947 : Publication du rapport sur l'écologie du bassin versant de la Hume
- 1966 : l'une des dernières expéditions de Maisie Carr dans les hautes plaines
- 1968 : Le pâturage est progressivement supprimé du parc national de Kosciuszko
- 2005 : le pâturage est interdit dans le parc national des Alpes victoriennes

### Taxonomie des eucalyptus

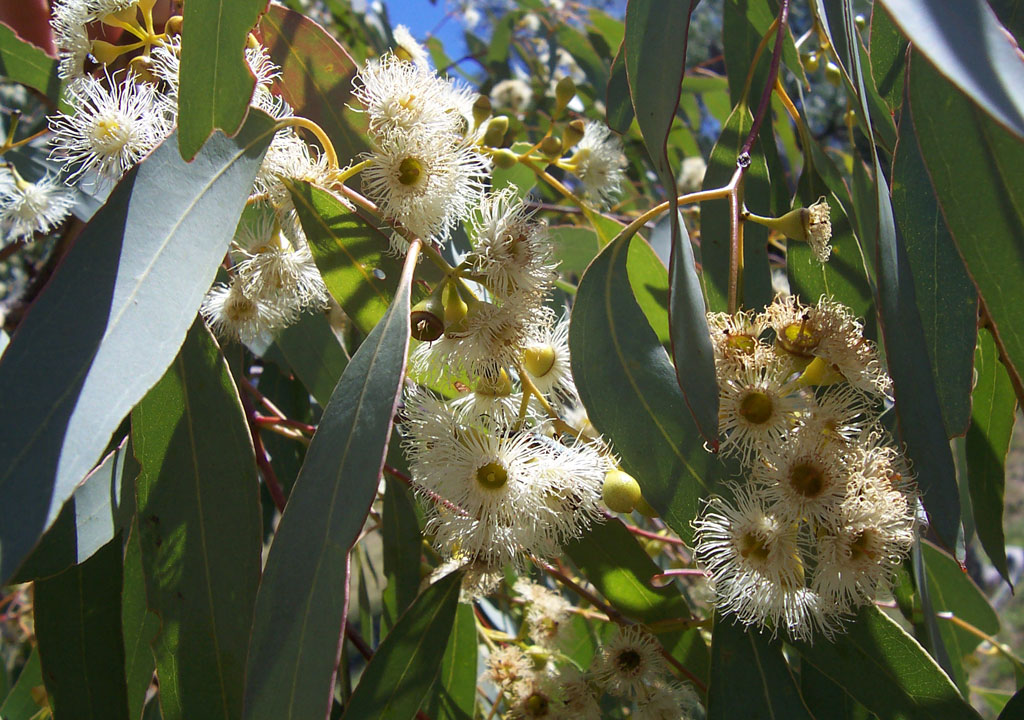
Fleurs d'Eucalyptus

En réalisant ses études fondamentales sur l'écologie alpine, Maisie Carr est bloquée par l'insuffisance des flores publiées. Elle y répond en préparant une clé de détermination botanique. Elle réalise un herbier d'étude de 100 à 200 spécimens de plantes de la région du nord-est de Victoria. Il est encore aujourd'hui un classique utilisé à des fins d'enseignement et de recherche sur le terrain.
Une grande partie de ces premiers travaux de taxonomie est entreprise alors qu'elle est employée à l'université de Melbourne dans le département de botanique dirigé à l'époque par le professeur John Stewart Turner (en). En plus de ses recherches, elle enseigne la taxonomie des plantes ainsi que l'écologie aux étudiants en sciences et en agriculture. Elle devient maîtresse de conférences dans ce département trois ans plus tard.
Avec le professeur John Stewart Turner, elle publie des rapports universitaires sur les résultats des expériences de clôture d'exclusion et plus largement sur l'impact destructeur du pâturage sur l'écologie (de la vie végétale ainsi que la dégradation des sols ) dans la région alpine victorienne,.
L'intérêt de Maisie Carr pour la taxonomie des plantes australiennes, en particulier le genre Eucalyptus, s'est étendu au-delà des espèces alpines. Il est favorisé par son mariage en 1955 avec Dennis John Carr (de), lui aussi au département de botanique de l'université de Melbourne. Cette union marque le début de décennies d'efforts de collaboration pour étudier la morphologie et la taxonomie des plantes. Leurs contributions académiques aboutissent à la rédaction d'une cinquantaine d'articles et deux livres.
Le couple est opposé à toute scission du genre Eucalyptus en groupes plus petits. Il apporte des contributions importantes aux descriptions de la morphologie des eucalyptus. Des analyses phylogénétiques (basées sur les séquences d'ADN et la morphologie) publiées plus récemment montrent que l'Eucalyptus n'est pas un genre particulièrement uniforme et que la classification devait être révisée.

### Histoire des paysages en Australie
Avec son mari, elle mène des travaux historiques sur les premières explorations et colonisations des High Plains, ce qui permit une meilleure connaissance de l'histoire sociale de la botanique de l'Australie,. Plusieurs chapitres et deux livres en sont tirés.

## Mort
Grande fumeuse de cigarettes, Maisie Carr est atteinte de bronchite chronique. Elle est finalement hospitalisée, notamment pour ces raisons, et meurt le 9 septembre 1988 au Royal Canberra Hospital (en). Elle est enterrée au cimetière de Gungahlin.

## Hommages
L'université de Melbourne propose un ensemble de bourses, appelées « bourses Maisie Fawcett », en son honneur.

## Publications

### Livres
- (en) Dennis J. Carr et S. G. M. Carr, People and plants in Australia, Academic Press, 1981 (ISBN 0-12-160720-8, 978-0-12-160720-3 et 0-12-160722-4, OCLC 8473987, lire en ligne)
- (en) Dennis J. Carr et S. G. M. Carr, Plants and man in Australia, Academic Press, 1981 (ISBN 0-12-160724-0, 978-0-12-160724-1 et 0-12-160723-2, OCLC 7853439, lire en ligne)
- (en) Dennis John Carr et Maisie Carr, Eucalyptus I. New or little-known spp. Corymbosae 78, Canberra, Phytograph Press, 1985
- (en) Dennis John Carr et Maisie Carr, Eucalyptus II. The rubber cuticle and other studies of the Corymbosae, Canberra, Phytograph Press, 1987, 372 p.

### Articles
- (en) Dennis John Carr et Maisie Carr, « Two sympatric, sibling species of Eucalyptus from the west coast of Western Australia », Proceedings of the Royal Society of Victoria,‎ 1976 (lire en ligne)

## Taxons décrits

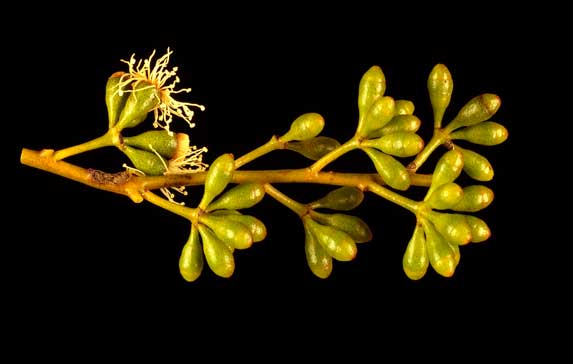
Fleurs dEucalyptus baudiniana, espèce décrite par Maisie Carr et Dennis John Carr

Maisie Carr et Dennis John Carr décrivent plus de 59 taxons, dont :
- Eucalyptus baudiniana (en) D.J.Carr & S.G.M.Carr, 1976
- Clavaria luteostirpata (war) S.G.M. Fawcett, 1939

## Biographie
- D. J. Carr, S. G. M. Carr, S. G. M. Carr et S. G. M. Carr, A book for Maisie : celebrating the life and work of S.G.M. Carr nʹee Fawcett, pioneer Australian alpine ecologist, 1912-88, D.J. Carr, 2005 (ISBN 0-646-45596-6 et 978-0-646-45596-9, OCLC 123943344, lire en ligne)